# 名鉄ワ170形貨車
名鉄ワ170形貨車（めいてつワ170がたかしゃ）とは、かつて名古屋鉄道で運用されていた木造貨車（有蓋車）である。

## 概要
- 元は1902年（明治35年）に製造された鉄道院の貨車である。1920年（大正9年）に三河鉄道に譲受され、ワ100形（ワ101 - ワ105）となる。1931年（昭和6年）にワ150形（ワ151 - ワ155）に改番する。1941年（昭和16年）に三河鉄道が名古屋鉄道と合併すると名古屋鉄道に引き継がれ、ワ170形（ワ171 - ワ175）に改番する。ワ173は昭和20年代に事故で破損。復旧後に空気ブレーキを設置する。
- 東部線専用として運用され、1961年（昭和36年）に形式消滅となった。